# Бану Шайба
Бану Шайбу (араб. بنو شيبة‎) — семья, хранящая ключи от входной двери в Каабу.
Кааба управляется одним из старших шейхов в порядке, установленном в Коране. В его подчинении находятся слуги из того же рода, он и все они называются «хрям-агалары».
Первого хранителя ключей избрал пророк Мухаммед, по преданию дав ключи и сказав: «Возьмите его, дети Шейбы, наследственно и навсегда, и получайте за это воздаяние на пропитание».
C 2005 года главным ключником Каабы является шейх Абдул-Азиз аш-Шейби (араб.  عبد العزيز الشِيبي ‎). Его заместитель — Салех аш-Шейби (Saleh Al-Shaybi).
Согласно одной из легенд из рода хранителей Каабы происходит династия владетелей Сванетии князей Геловани.

## Комментарий
1. ↑  Полное имя — Абдул-Азиз бин Абдуллах бин Абдул-Кадир бин Али бин Мухаммад бин Зейн аль-Абидин аш-Шейби (араб. عبد العزيز بن عبد الله بن عبد القادر بن عليّ بن محمد السابع بن زين العابدين الشيبي‎)